# 파노라마 라츠와비츠카
파노라마 라츠와비츠카(폴란드어: Panorama Racławicka)는 폴란드 돌니실롱스크주 브로츠와프에 있는 미술관이다. 동명의 그림을 소장 및 공개하고 있다. 이 그림은 코시치우슈코 봉기의 라츠와비체 전투를 묘사한 거대한 (15 x 114m) 원형 회화다. 19세기 대중 문화의 한 장르에서 보존된 몇 안 되는 유물 중 하나이며 폴란드에서 가장 오래된 그림이다. 이 파노라마는 원형으로 서 있으며, 관람자를 중앙에 두고 다양한 시야각에서 다양한 장면을 보여준다. 그림에 사용된 특별한 종류의 관점과 추가 효과(조명, 인공 지형)는 현실감을 조성하고 있다.